# Čong Če-won
Čong Če-won (korejsky 정재원, anglický přepis: Chung Jae-won; * 21. června 2001) je jihokorejský rychlobruslař.
Začátkem roku 2017 se představil ve Světovém poháru juniorů, v seniorském Světovém poháru pravidelně nastupuje od podzimu téhož roku. V závodě s hromadným startem na mítinku SP v Heerenveenu v listopadu 2017 obsadil třetí místo. Startoval na Zimních olympijských hrách 2018, kde ve stíhacím závodě družstev získal stříbrnou medaili a v závodě s hromadným startem se umístil na 8. místě. Na Mistrovství světa na jednotlivých tratích 2019 získal bronz v závodě s hromadným startem. Na premiérovém Mistrovství čtyř kontinentů 2020 vybojoval v závodě s hromadným startem a ve stíhacím závodě družstev stříbro. Stříbrnou medaili také získal v závodě s hromadným startem na Zimních olympijských hrách 2022 (dále 6. místo ve stíhacím závodě družstev). Na Mistrovství čtyř kontinentů 2023 vyhrál závod s hromadným startem a stíhací závod družstev.